# カリ・ユリアンティラ
カリ・ユリアンティラ (よりフィンランド語に近い表記では、カリ・サカリ・ユリアンッティラ、Kari Sakari Ylianttila、1953年8月28日 - ）は、元ノルディックスキー・ジャンプ選手で元日本ジャンプチームヘッドコーチ。フィンランド、ロバニエミ生まれ。

## 経歴
- 1971年-1972年シーズンのジャンプ週間で国際大会にデビュー。
- 1972年札幌オリンピックに18歳で出場し90メートル級（後のラージヒル）13位、70メートル級（後のノーマルヒル）25位となった。
- 1977年-1978年シーズンのジャンプ週間で総合優勝。
- 1980年レークプラシッドオリンピックに出場し90メートル級13位。70メートル級32位。オリンピック終了後の3月に大倉山シャンツェで行なわれた宮様スキー大会90m級、HBCカップジャンプ競技会で優勝している。
- 1982年、引退しコーチとなった。
- 1987年～1994年、フィンランド代表ヘッドコーチに就き、オリンピックと世界選手権で金メダル7個を含む14個のメダル獲得に貢献、マッチ・ニッカネンらを指導した。
- 1997年～2004年、米国代表ヘッドコーチ
- 2004年～2005年、スウェーデンのヘッドコーチを務めた。
- 2005年7月にスキージャンプ日本代表チームのヘッドコーチに就任、契約期間の2010年3月末まで同職を務めた。2010年秋からはフィンランドのノルディック複合ナショナルチームコーチに就いている。